# Koernaria luziae
Koernaria luziae är en rundmaskart. Koernaria luziae ingår i släktet Koernaria och familjen Diplogasteridae. Inga underarter finns listade i Catalogue of Life.